# OK Älme
OK Älme är en orienterings- och skidåkningsklubb från Älmhult i södra Småland. Klubben, som har cirka 200 medlemmar, bildades 1948. Under 2000 utökades verksamheten till att även omfatta längdskidåkning genom att Älmhults Skidklubb upphörde och gick samman med OK Älme. OK Älme fick stora framgångar redan på 1950-talet då Rolf Olausson och Ingolf Pettersson landslagsdebuterade i juniorlandskamper. På senare tid har Andreas Jansson och Erik Liljequist fått representera klubben i dessa sammanhang.
OK Älme har haft en totalsegrare i huvudklass på O-Ringen: Erik Liljequist, som vann H10 i Gästrikland 1998 och H11 i Dalarna 1999.Bland andra stora framgångar genom åren kan nämnas segrar på Götalandsmästerskapen (Patrik Carlsson, Andreas Jansson, Henrik Jansson, Erik Liljequist) och SSM (Alf Olausson, Bernt-Ove Karlsson, Andreas Jansson, Lars Johansson, Erik Liljequist och Erik Folkesson Blom).
Klubbens första SM-medalj kom 2002 då Jonas Palm tog Natt-SM-guld i H20. Samma år fick de även ett brons på H20-budkavlen (Jonas Palm – Björn Liljequist – Andreas Jansson). År 2005 fick Erik Liljequist ett brons på Sprint-SM. Storslam på SM blev det 2006 genom Erik Liljequist i H18: guld på långdistansen, silver på natten och medeldistansen och brons på sprinten.